# بید سنجدی
بید سنجدی، (نام علمی: Salix eleagnos) نام یک گونه (زیست‌شناسی) از سرده بید است.